# Pierre-Antoine Hiroz
Pierre-Antoine Hiroz, né le 1961 au Levron, dans la commune de Vollèges est un guide de montagne et réalisateur franco-suisse.

## Biographie
Après un apprentissage de forestier et tout juste majeur, il effectue son cours de guide de montagne et termine premier de sa promotion. Âgé de 20 ans, il commence sa carrière avec le réalisateur et skieur Patrick Vallençant avant de réaliser son premier film, Je veux le soleil debout.
Par la suite, il réalise plusieurs films documentaires et films d'alpinisme et en haute montagne à travers le monde, y compris en Himalaya. En 1995, il réalise son premier film de fiction Le Combat des reines et épouse l'actrice française Pascale Rocard ayant le rôle principal au côté de Daniel Prévost.

## Vie privée
Pierre-Antoine Hiroz est marié avec l'actrice Pascale Rocard. Ils vivent entre Paris et Verbier.

## Filmographie
- 1985 : Je veux le soleil debout (documentaire)
- 1987 : Seo, 16 mm, 26 min, documentaire sur Catherine Destivelle pratiquant l'escalade en solitaire au Mali (médaille d'argent au festival de Trente (Italie), grand prix aux JIFAS (Okuba, Japon), grand prix et prix du public au festival des Diablerets (Suisse)[3], mention spéciale au festival international de la vidéo sportive à Arcachon)[4]
- 1992 : Ballade à Devil's Tower, super 16, 26 min, documentaire sur Catherine Destivelle pratiquant l'escalade en solitaire tourné aux États-Unis[5]
- 1995 : Le Combat des reines (fiction, scénariste et réalisateur)
- 1997 : La cascade, video numérique, 52 min, documentaire sur Catherine Destivelle tourné en hiver dans le pays sherpa au Népal[6]
- 1997 : L'Enfant et les Loups (fiction, réalisateur)
- 1998 : La Grande Crevasse (fiction)
- 1999 : Premier de cordée (fiction)
- 2002 : Secours en montagne (série)[7]
- 2003 : Profession : guides de montagne (série)
- 2004 : Le Clocher du Portalet (film)
- 2006 : La haute route (série)
- 2006 : Mémoire de glace (téléfilm)
- 2007 : Heidi (série)
- 2009 : La haute route d'hiver (série)
- Passe-moi les jumelles (reportages)
- 2011 : T'es pas la seule ! (série de 20 x 20 minutes)[8]
- 2013: Le Tour du Cervin (docu-réalité)
- 2013 : À corde tendue (téléfilm)
- 2017 : Altitudes (téléfilm)[9]
- 2018: La Grande Traversée des Alpes (téléréalité)
- 2019 : Eternel émerveillé avec Vincent Munier(documentaire)
- 2020 : La grande histoire du ski (documentaire, réalisateur)[10],[11], prix du public du Festival des Diablerets 2021[12]
- 2021: La Corse au Fil du Hasard avec Benoît Aymon